# Croce di vetta

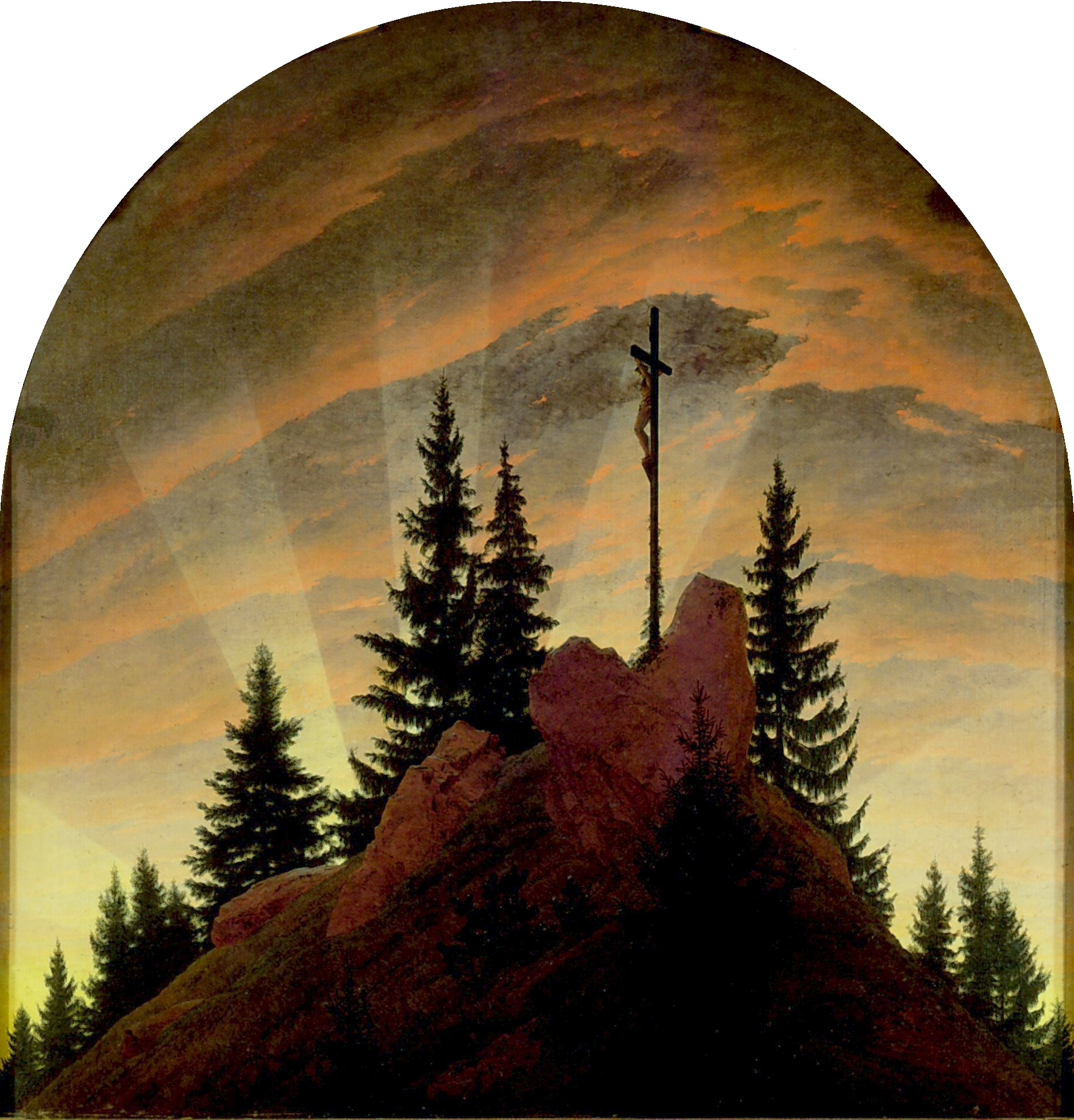
Kreuz im Gebirge (Croce in montagna) o Tetschener Altar (L'altare di Děčín) - opera di Caspar David Friedrich, 1807/1808.

Una croce di vetta è una croce cristiana posizionata sulla sommità di una montagna o di una collina.

## Caratteristiche
Posizionate in genere su cime o vette superiori ai 2000 m di altitudine, le croci di vetta sono realizzate utilizzando materiali scelti per resistere nelle condizioni climatiche a volte estreme che caratterizzano la cima dei rilievi montuosi sui quali sorgono. A causa delle intemperie alle quali sono sottoposte necessitano periodicamente di manutenzione e restauri e, a volte, debbono essere sostituite a causa dei danni subiti.
Alcune croci di vetta sono accompagnate da un libro di vetta (in tedesco Gipfelbuch). Si tratta di un quaderno, in genere contenuto in una nicchia ricavata nel basamento della croce, sul quale gli escursionisti o gli alpinisti che raggiungono la cima possono lasciare un messaggio.

## Storia

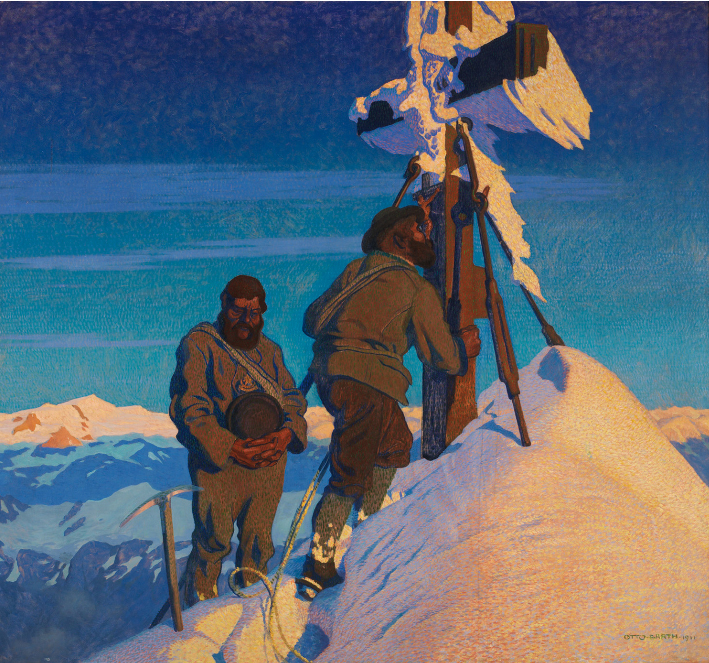
Morgengebet der Kalser Bergführer auf dem Großglockner (Preghiera mattutina delle guide alpine sul Großglockner) - opera di Otto Barth, 1911.

La costruzione di monumenti con o senza significato religioso (ometti, bandiere di preghiera, ovoo, statue, pali sacri, templi di varia natura...) sui rilievi montuosi o a fianco dei sentieri è una pratica diffusa in parecchie culture e aree geografiche.
La stessa bibbia cita in numerose occasioni, deprecandolo, il culto reso agli idoli pagani sulle montagne, denominate luoghi alti.

Costruite nel 1492, le tre croci presenti sulla cima del mont Aiguille sono uno dei primi esempi con datazione certa di costruzione di una croce sulla sommità di una montagna di non facile accesso.
A partire dalla fine del XVIII secolo grandi croci furono erette su alcuni valichi alpini austriaci, come ad esempio al come al passo dell'Arlberg o alla forcella del Picco; a volte la presenza di una croce nei pressi del colle ne ha determinato il toponimo, come nel caso del Colle della Croce. Con la progressiva conquista delle vette alpine la collocazione delle croci si è estesa dai punti di valico alle sommità circostanti.  Numerose croci di vetta furono posizionate in seguito su molte montagne delle regioni cattoliche delle Alpi e di altre catene montuose, in particolare tra la seconda metà del XIX secolo e la prima metà del secolo successivo. Alcune di queste croci fungono anche da cippi di frontiera. Una prima mappatura delle croci di vetta oltre i 2000 m di quota in Appennino, con le schede relative alla loro storia, è stata realizzata nel 2022 e si evince che la gran parte ricade in aree naturali protette.

## Controversie
La presenza e la nuova collocazione di croci sulle montagne ha suscitato in vari paesi molte critiche. Nel 2010 ad esempio la guida svizzera Patrick Bussard ha danneggiato per protesta la croce di vetta sui monti Vanil Noir e Merlas.
Nel 2013 l'associazione Mountain Wilderness ha emesso un comunicato di critica a questa usanza ritenuta impattante inutilmente sul paesaggio, mentre già nel 2008 la Commissione Diocesana Pastorale Turismo e Sport dell'arcidiocesi di Trento aveva prodotto una lettera in cui si evidenziavano le problematiche ambientali e minimizzavano le motivazioni religiose.

## Alcuni esempi di croci di vetta
| Cima e catena montuosa                 | Località/comune                                                                 | Paese             | Altitudine (m s.l.m.) | Coordinate              | Note | Foto            |
| -------------------------------------- | ------------------------------------------------------------------------------- | ----------------- | --------------------- | ----------------------- | --- | --------------- |
| Großglockner (Tauri occidentali)       | Kals am Großglockner (Lienz) Heiligenblut am Großglockner (Spittal an der Drau) | Austria           | 3798                  | 47.075°N 12.6944°E      | La prima croce di vetta fu posizionata sulla cima della montagna da una spedizione guidata dal vicario generale Sigismund Ernst Hohenwart il 25 agosto 1799, e fu seguita da altre tra le quali quella, installata il 2 ottobre 1880, denominata Kaiserkreuz e del peso di 300 kg.        |                 |
| Wielki Giewont (Tatra Occidentali)     | presso Zakopane (Tatra)                                                         | Polonia           | 1894                  | 49.250861°N 19.934139°E | La croce metallica è alta 17 metri ed è la meta di numerosi pellegrinaggi. L'area è però nota per la possibilità di forti temporali e tempeste che all'altezza della cima possono risultare molto pericolosi per escursionisti non adeguatamente attrezzati.                              |                 |
| Vârful Caraiman (Monti Bucegi)         | Bușteni (Prahova)                                                               | Romania           | 2291                  | 45.406169°N 25.4977°E   | La croce, costruita tra il 1926 e il 1928 in memoria dei caduti della prima guerra mondiale, è alta 28 metri, con i bracci orizzontali di 7 metri di lunghezza. È nota come Croce degli Eroi o come Croce di Caraiman, dal nome della montagna sulla quale sorge.                         |                 |
| Monte Gorbea (Pirenei)                 | Ubide (Biscaglia)                                                               | Spagna            | 1482                  | 43.03501°N 2.779883°W   | Una prima croce, inaugurata nel 1901 e alta più di 30 metri, fu abbattuta da un uragano e sostituita da una seconda nel 1903. A seguito di un nuovo crollo nel 1907 si cominciò a costruire la croce attuale, alta 17 metri e che ha una struttura che ricorda quella della torre Eiffel. |                 |
| Monte Nivolet (Prealpi di Savoia)      | Les Déserts (Savoia) Saint-Jean-d'Arvey (Savoia)                                | Francia           | 1547                  | 45.613577°N 5.96556°E   | Si tratta di una monumentale croce che dalla cima del monte Nivolet domina la piana di Chambéry; una prima croce fu inaugurata nel 1861; danneggiata da un uragano essa fu sostituita nel 1911 dall'attuale croce, che nel 1960 fu dotata di un impianto di illuminazione.                |                 |
| Monte Amiata (Antiappennino toscano)   | Abbadia San Salvatore (SI) Castel del Piano (GR)                                | Italia            | 1738                  | 42.888056°N 11.622778°E | Il monte Amiata è un vulcano estinto situato in Toscana. La croce monumentale è alta 22 metri e fu costruita in ferro battuto tra il 1900 e il 1910 e restaurata nel 1946 dopo i danni subiti durante la seconda guerra mondiale.                                                         | Mont Amiata     |
| Monte Casto (Alpi Pennine)             | Tavigliano (BI) Callabiana (BI)                                                 | Italia            | 1138                  | 45.638857°N 8.064351°E  | La croce è al centro di un'area rimboschita con conifere nella prima metà del XX secolo, rimboschimento in parte danneggiato nel corso degli eventi bellici della seconda guerra mondiale.                                                                                                |                 |
| Monte Musinè (Alpi Graie)              | Caselette (TO) Almese (TO) Val della Torre (TO)                                 | Italia            | 1150                  | 45.11557°N 7.454395°E   | La croce, alta 15 metri, fu eretta in cemento armato nel 1901. Un'iscrizione sulla croce ricorda la battaglia tra Massenzio e Costantino svoltasi nel 312 d.C. |                 |
| Bric Mindino (Alpi Liguri)             | Garessio (CN)                                                                   | Italia            | 1879                  | 44.236191°N 7.954488°E  | La croce di vetta, in metallo, vetro e cemento, è dotata di un potente sistema di illuminazione.. | Bric Mindino    |
| Massa del Turlo (Alpi Pennine)         | Sabbia (VC) Varallo Sesia (VC) Valstrona (VB)                                   | Italia            | 1960                  | 45.895534°N 8.277469°E  | La croce di vetta fu collocata sulla cima nel 1982 in sostituzione di una vecchia croce seriamente danneggiata. | Massa del Turlo |
| Zugspitze (Alpi calcaree nordtirolesi) | Alta Baviera Distretto di Reutte                                                | Germania, Austria | 2962                  | 47.416667°N 10.983333°E | Lo Zugspitze è la più alta montagna della Germania; la prima croce di vetta vi fu installata nel corso di una spedizione svoltasi tra l'11 e il 13 agosto 1851. |                 |
| Ďumbier (Carpazi)                      | Regione di Banská Bystrica Regione di Žilina                                    | Slovacchia        | 2043                  | 48.935°N 19.643889°E    | Il Ďumbier è la più alta montagna della catena dei Bassi Tatra, nella Slovacchia centrale. |                 |
| Cerro San Cristóbal                    | Rilievi isolati della cordigliera delle Ande                                    | Perù              | 300                   | 12.0354°S 77.027°W      | La Cruz Monumental si trova nei pressi di Lima; costruita in ferro forgiato fu inaugurata nel 1928. La sua altezza è di 20 metri ed è caratterizzata da 48 punti luce. |                 |